# Crash pad
Pour le vêtement de protection, voir crash pad (vêtements de protection).

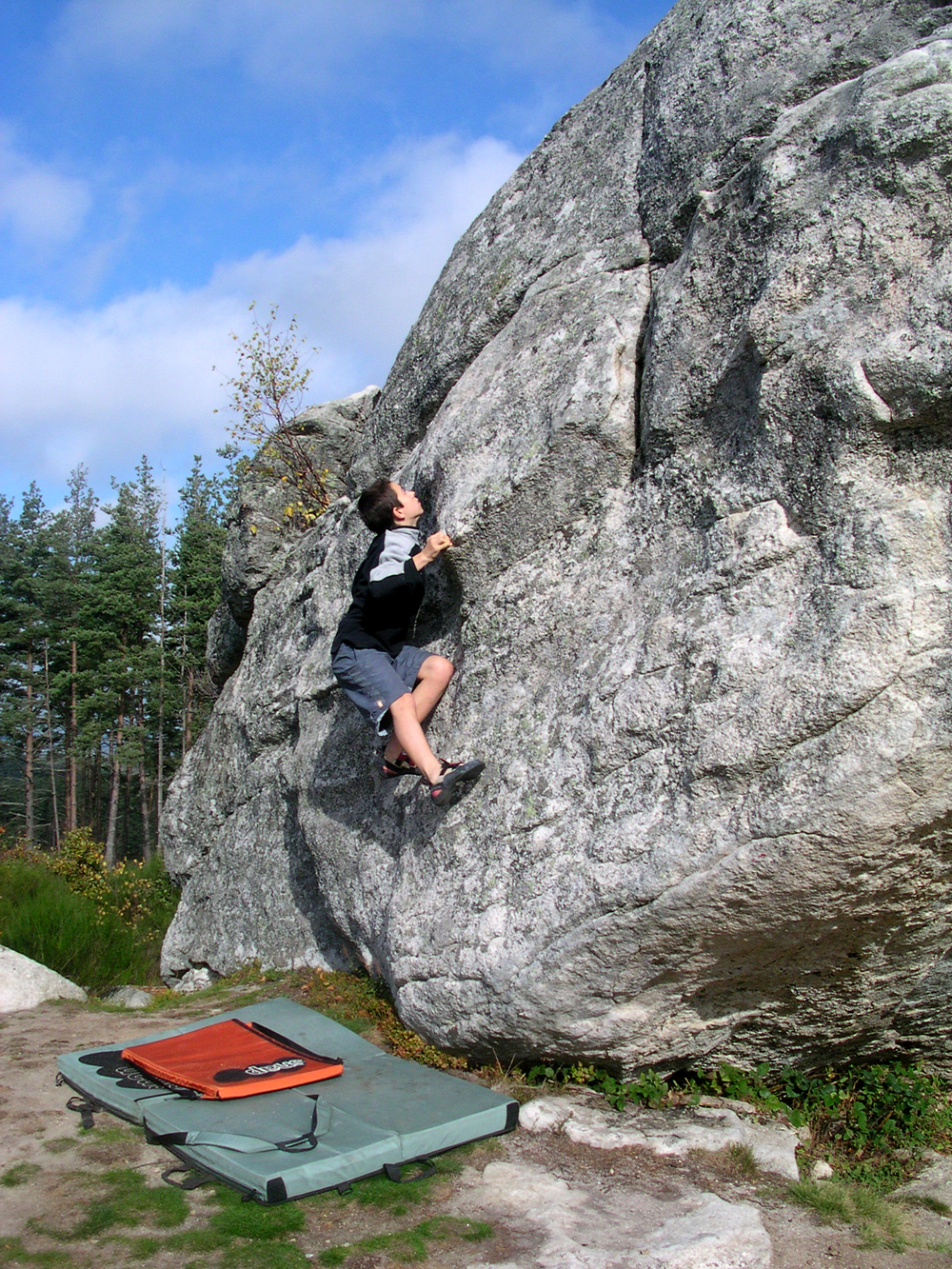
Un grimpeur de bloc et son crash pad lui permettant d'amortir sa chute. Site de Saint Just, Cantal, France.

Un crash pad est un tapis de chute, ou de réception, utilisé pour améliorer sa sécurité dans la pratique de l'escalade de bloc. 
Il joue un peu le même rôle qu'un tapis de gymnastique, mais est plus épais et plus léger pour être facilement transportable. Il permet d'amortir la chute du grimpeur, et ainsi de diminuer le traumatisme lié à la réception. Il existe en de nombreuses matière et tailles, de 8 à 12 centimètres d'épaisseur, d'une surface comprise entre 1 et 2 m²,  de dimension variable (entre 0,80 et 1,5 mètre de large, et entre 1 et 2 mètres de long). 
Les premiers crash pads apparaissent vers 1990 à Hueco Tanks (États-Unis), avec l'engouement pour la pratique du bloc. En 1993, l'équipementier Black Diamond propose les premiers crashs pads disponibles à la vente.

## Fonctions
Les matelas de bloc sont également employés pour couvrir certains points dangereux au sol, comme un trou, un rocher saillant ou une racine.
Ils peuvent être également bénéfiques pour l'environnement, car ils protègent la base des blocs de l'érosion provoquée par les passages répétés. En effet, la répartition sur une grande surface de la force de choc des pieds sur le sol évite de creuser le sol. Ce phénomène est particulièrement remarquable à Fontainebleau où le sol est majoritairement sableux. Néanmoins, le déplacement de ces mêmes crash pads sur le sol peut augmenter l'érosion si les pratiquants traînent le tapis à même le sol (phénomène également visible dans le massif de Fontainebleau).
Lorsqu'un tapis ou un paillasson y est adjoint, il permet d'essuyer les chaussons au pied du bloc afin de favoriser l'adhérence et d'éviter le « patinage » du rocher.
Enfin, certains modèles de crash pad possèdent une poche interne (entre la mousse et la housse) permettant d'y accrocher un trousseau de clefs.

## Fabricants
Fabricants de crash pad :
- Snap
- Beal
- Black Diamond Equipment
- Grivel
- Cassin
- Edelrid
- Andrea Boldrini
- Millet
- Ocun
- Flashed
- Petzl[3]

## Structure
Un crash pad simple est composé d'une mousse en EVA entourée d'une housse en polyester, ceci afin de protéger l'intérieur des déchirures. Certains modèles plus élaborés contiennent deux épaisseurs de mousse de densité différente ; généralement la mousse supérieure est plus dense afin d'avoir une surface de réception stable et la mousse inférieure est moins dense afin d'absorber davantage la chute.
Des modèles encore plus élaborés disposent de grille d'aération ou d'un tissu léger, placé à des endroits stratégiques (sur la tranche ou les coins). Ceux-ci permettent d'évacuer l'air compressé à l'intérieur de la housse afin d'amortir la chute progressivement.

## Transport
Étant donné l'encombrement que présente le format du crash pad, la majorité est soit pliable en deux, soit roulable. Il existe des modèles pliables en quatre. D'autres modèles ne sont ni pliables ni roulables mais sont des pads d'appoint, par exemple à mettre entre deux plus gros crash pads.
Les crash pads qui se roulent peuvent posséder des boucles pour être accrochés en position fermée. Ceux qui se plient présentent l'inconvénient de la pliure qui représente une faiblesse dans la surface de réception.
Afin de faciliter le transport, les crash pads sont généralement équipés de poignées ou de bretelles. Parfois, ces dernières sont amovibles pour éviter au grimpeur de s'y prendre les pieds lors de la chute.